# Куркеланъярви
Ку́ркеланъя́рви (фин. Kurkelanjärvi) — озеро на территориях Мийнальского сельского поселения Лахденпохского района Республики Карелия и общины Париккала провинции Южная Карелия губернии Южная Финляндия Республики Финляндия.

## Общие сведения
Площадь озера — 1,8 км². Располагается на высоте 91 метр над уровнем моря.
По северной части водоёма проходит Российско-финляндская граница.
Форма озера продолговатая, вытянутая с северо-запада на юго-восток. Берега каменисто-песчаные, отчасти заболоченные.

В северную залива Сойкуланлахти (фин. Soikulanlahti) впадает безымянный ручей, несущий воды из озёр Лонкалампи (фин. Lonlalampi) (высота 95 м над уровнем моря(), Румпалинлампи (фин. Rumpalinlampi), Петяяярви (фин. Petäjäjärvi), Йоутсенлампи (фин. Joutsenlampi) и Сойкуланлампи (фин. Soikulanlampi).
Из юго-восточной оконечности озера вытекает безымянный ручей, впадающий в реку Ниванйоки (в нижнем течении Иййоки, текущую в озеро Пиени-Ийярви, расположенное южнее Куркеланъярви.
В озере расположены шесть небольших островов, наибольших из который — Пяяринсаари (фин. Päärinsaari).
Населённые пункты близ озера отсутствуют.
Код водного объекта в государственном водном реестре — 01040300211102000013018.